# کیرکهاول
کیرکهاول (به انگلیسی: Crickhowell) یک شهرک در ولز است که در پویس واقع شده‌است. کیرکهاول ۲٬۰۶۳ نفر جمعیت دارد.

## خواهرخوانده
شهر Scaër خواهرخواندهٔ کیرکهاول هست.

## نگارخانه

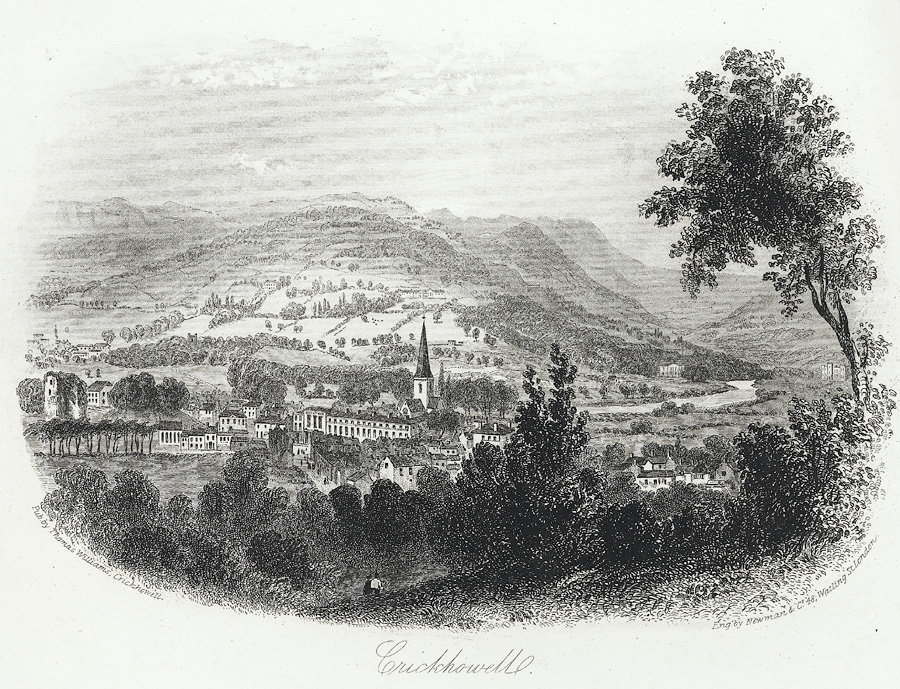
۱۸۶۰
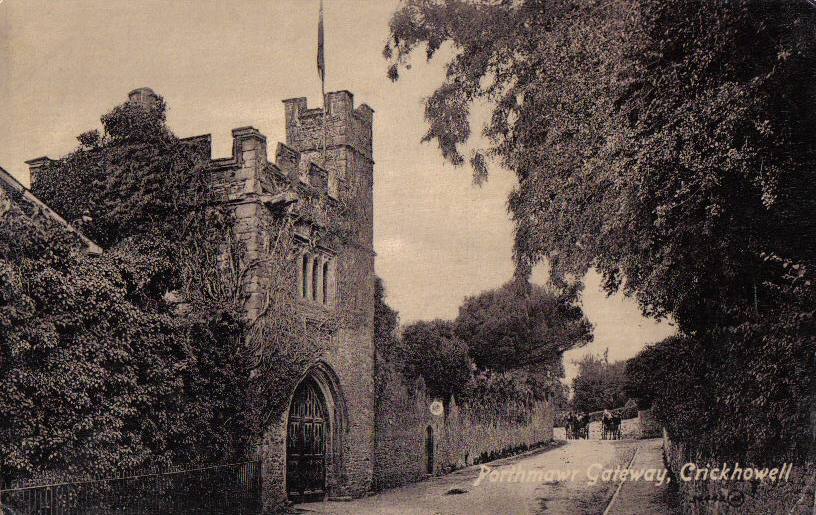
۱۸۹۸
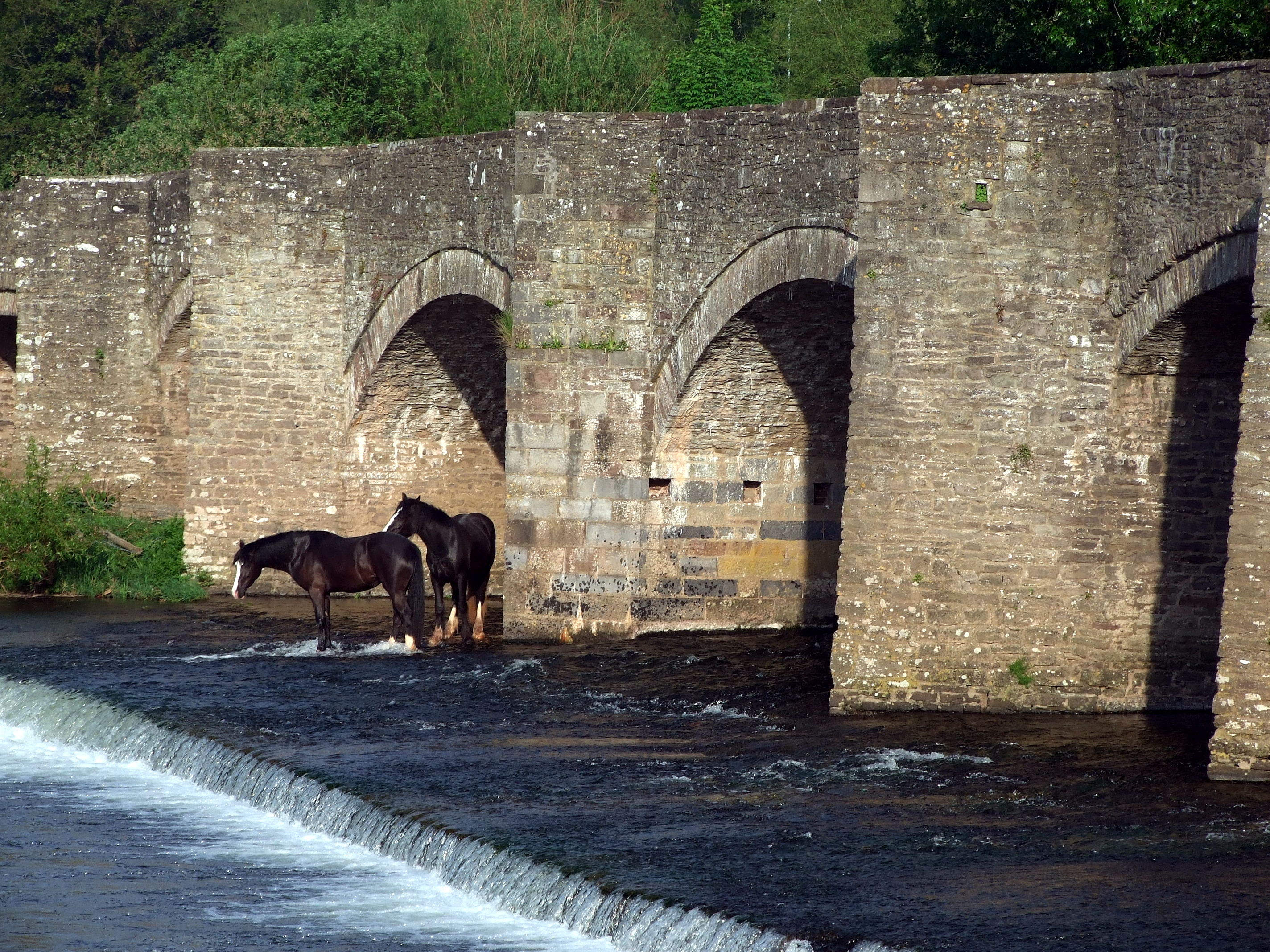
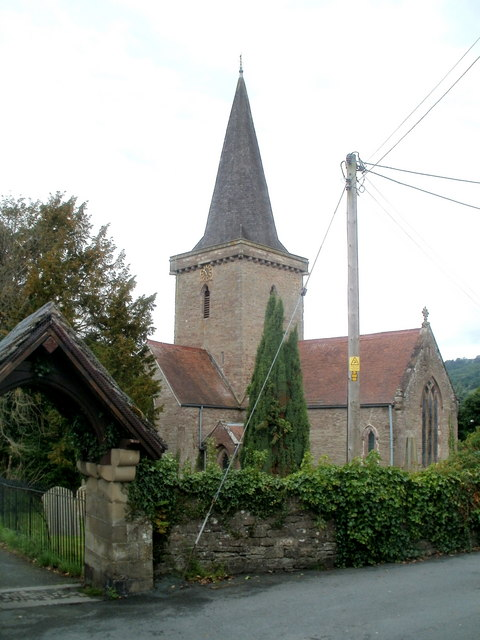